# Cerkiew Wszystkich Świętych w Turowie
Cerkiew pod wezwaniem Wszystkich Świętych – prawosławna cerkiew parafialna w Turowie, w dekanacie turowskim eparchii turowskiej i mozyrskiej Egzarchatu Białoruskiego Patriarchatu Moskiewskiego.
Cerkiew została wzniesiona w 1802 r. (według niektórych źródeł – w 1810 r.) jako kaplica cmentarna. Jest to budowla drewniana, składająca się z trzech części na planach prostokątów – babińca, nawy i prezbiterium. Na początku XX w. dobudowano nad babińcem wieżę-dzwonnicę. Wewnątrz znajduje się rzeźbiony ikonostas z XVIII-wiecznymi ikonami, w tym tryptykiem przedstawiającym Matkę Bożą z Dzieciątkiem, św. Natalię i św. Rafała Archanioła. Z wyposażenia wnętrza na uwagę zasługują też dwa kamienne krzyże wotywne.
Od czasu II wojny światowej do lat 80. XX w. cerkiew Wszystkich Świętych w Turowie była jedyną czynną świątynią prawosławną w rejonie żytkowickim.